# سیتروباکتر فروندی
سیتروباکتر فروندی گونه ای از باکتری‌های گرم منفی بی هوازی اختیاری از خانواده انتروباکتریاسه است که در حال حاضر از ۱۳ گونه شناخته شده تشکیل شده‌است. این باکتری‌ها شکل میله ای با طول معمولی ۱–۵ میکرومتر دارند. اکثر سلول‌های سیتروباکتر فروندی دارای چندین تاژک هستند که برای حرکت استفاده می‌شوند، اگرچه برخی از گونه‌های غیر متحرک چنین نیستند. سیتروباکتر فروندی یک میکروارگانیسم ساکن خاک است، اما می‌تواند در آب، فاضلاب، غذا و مجاری روده حیوانات و انسان نیز یافت شود. جنس سیتروباکتر در سال ۱۹۳۲ توسط Werkman و Gillen کشف شد. کشت سیتروباکتر فروندی در همان سال از عصاره خاک گرفته و شناسایی شد.

## مورفولوژی و ویژگی‌های سلولی
اگزوپلی ساکاریدهای سیتروباکتر فروندی رادیکال هیدروکسیل را هدف قرار می‌دهند و فعالیت آنتی‌اکسیدانی را نشان می‌دهند. این خواص آنتی‌اکسیدانی به بسیاری از خواص فیزیکی و شیمیایی مربوط می‌شود.
ستروباکتر فروندی همچنین می‌تواند تأثیر مثبتی در درمان برخی سرطان‌ها داشته باشد. به‌طور خاص، مشخص شده‌است که در نابودی و درمان سرطان دهانه رحم مفید است. برخی از سویه‌های جدا شده از سیتروباکتر فروندی در برابر سلول‌های HeLa، که یک خط سلولی نامیرا انسانی هستند که از سلول‌های سرطان دهانه رحم منشأ می‌گیرد، سمیت دارند.
سیتروباکتر فروندی دارای یک الگوی چسبندگی تهاجمی است که در سلول‌های بز یافت شده‌است که نشان داده شده‌است که در بیماری‌زایی آن نقش دارد. اگرچه، این تضمینی برای عفونت نیست.
تشکیل بیوفیلم نقش عمده‌ای در میزان عفونت سیتروباکتر فروندی ایفا می‌کند و حالت‌های مختلف عفونت را نشان می‌دهد که نه تنها شامل چسبندگی، بلکه تشکیل بیوفیلم در دمای اتاق می‌شود. چسبندگی قوی بیوفیلم همچنین می‌تواند منجر به مخزنی برای مقاومت در ژن‌های ضد میکروبی شود، به این معنی که حتی اگر چسبندگی مستقیماً باعث عفونت در این موارد نمی‌شود، چسبیدن باعث ایجاد مقاومت می‌شود.
بیوفیلم‌های بزرگ در دمای ۲۵ درجه سانتیگراد توسط سویه‌های مقاوم به چند داروی غیر سیتوتوکسیک از سیتروباکتر فروندی که در نتیجه چسبیدن به سلول‌های اپیتلیال کولون در الگوی تجمعی تشکیل می‌شوند، تشکیل می‌شوند. با استفاده از میکروسکوپ الکترونی عبوری، مشخص شد که سویه‌هایی که تجمع دارند هیچ گونه فیمبریایی که روی سطح قابل مشاهده است ندارند. بیان فیمبریا برای تشکیل بیوفیلم را می‌توان با دما تنظیم کرد، مشابه آنچه در برخی از انتروباکتریال‌ها وجود دارد. نشان داده شده‌است که نرخ تشکیل بیوفیلم نسبتاً پایین است، اما پس از رشد در دمای اتاق، سویه‌های سیتروباکتر فروندی بیشتری برای ایجاد بیوفیلم‌های قوی نشان داده شده‌اند که به ماندگاری این سویه در محیط‌هایی مثل بیمارستان کمک می‌کند. این نشان می‌دهد که این سویه‌ها برای پیروزی در مورد موفقیت و تداوم بیماری در میزبان از استراتژی متفاوتی با سایر سویه‌ها استفاده می‌کنند. این نشان می‌دهد که شکل‌گیری بیوفیلم‌ها را می‌توان به شدت تحت تأثیر دماهای مختلف قرار داد.

## فیلوژنی و تکامل ژنوم
سیتروباکتر فروندی از نظر فیلوژنتیکی متنوع تر از کلادهای E. coli و Salmonella spp است.، که نشان می‌دهد سیتروباکتر فروندی یک جنس پلی فیلتیک است. با توجه به تنوع فنوتیپی که سیتروباکتر فروندی دارد، شناسایی آن را بسیار دشوار می‌کند، به ویژه به این دلیل که نه تنها در رفتارهای آنتی‌ژنی و بیماری‌زا، بلکه از نظر مورفولوژی سلولی نیز تطبیق پذیر است.
سیتروباکتر فروندی دارای درجات بالایی از تنوع نوکلئوتیدی به دلیل دو دودمان مختلف با جدایی عمیق در تاکسون است. بر اساس اطلاعات فیلوژنتیکی، این تقسیم‌بندی‌های دودمانی کاملاً با اطلاعات مربوط به جغرافیا و گونه‌های میزبان همبستگی دارد که نشان می‌دهد این عوامل در انتخاب‌پذیری اهمیت دارند. وقتی صحبت از هر ژن به میان می‌آید، گونه‌ها می‌توانند در میان گونه‌های مختلف متفاوت باشند، و شاخه‌های واگرا در برخی شاخه‌ها ممکن است در شاخه‌های دیگر ارتباط نزدیکی داشته باشند. با وجود این تقسیم در اصل و نسب، همه سویه‌های سیتروباکتر فروندی از سیترات استفاده می‌کنند.
شواهد بیشتری از تکامل را می‌توان از دو دسته بتالاکتاماز از سیتروباکتر فروندی به دست آورد: بتالاکتاماز CMY-2 AmpC و بتالاکتاماز TEM-1. هیچ‌کدام از اینها به بتالاکتام مقاومت ندارند و هیچ مشخصاتی با مقاومت طبیعی را منتقل نمی‌کنند. تکامل آزمایشگاهی نشان می‌دهد که پتانسیل پیشرفت مقاومت در رابطه با سفپیم برای CMY-2 و TEM-1 وجود دارد. مقاومتی که توسط CMY-2 و TEM-1 به دست می‌آید در برابر باکتری‌های گرم منفی است. CMY-2 تکامل نیافته مقاومت بیشتری نسبت به TEM-1 نشان می‌دهد (چهار برابر مقدار). با این حال، TEM-1 سطوح بالاتری از مقاومت را نسبت به CMY-2 ایجاد کرد که هر دو تکامل یافتند.

## جزئیات متابولیک
سیتروباکتر فروندی توانایی رشد بر روی گلیسرول را دارد و از آن به عنوان تنها منبع کربن و انرژی خود استفاده می‌کند. ارگانیسم حاوی یک ریز محفظه باکتریایی است که قادر به پردازش پروپاندیول است. سیتروباکتر فروندی تست MR مثبت و VP منفی همراه با تست کاتالاز مثبت و اکسیداز منفی ایجاد می‌کند. سیتروباکتر فروندی نمی‌تواند نشاسته، لیپیدها یا ژلاتین را هیدرولیز کند. سیتروباکتر فروندی همچنین برای تجزیه زیستی اسید تانیک مورد استفاده در دباغی‌ها تحت بررسی قرار گرفته‌است.
سیتروباکتر فروندی شامل یک سویه باکتریایی تجزیه کننده فنوالرات، CD-9 است. تجزیه فنوالرات از طریق CD-9 همچنین شامل تجزیه محصولات میانی است. این در نهایت از تجمع واسطه‌ها در پایان آزمایش جلوگیری می‌کند که نشان می‌دهد این سویه ممکن است استرها را کاملاً متابولیزه کند و یک مسیر متابولیک کامل برای تخریب فن‌والرات را در خود جای دهد. شرایط بهینه برای CD-9 عبارتند از: غلظت فنوالرات ۷۷ میلی‌گرم در لیتر، pH 6.3 و مقدار تلقیح ۶ درصد (v/v). این شرایط به نفع ۸۸ درصد تخریب فنوالرات در ۷۲ ساعت است. مشخص شد آنزیمی که باعث تخریب فنوالرات می‌شود یک آنزیم درون سلولی است.
ژن‌های تناسب اندام منحصربه‌فرد نشان می‌دهند که مسیرهای متابولیکی متعدد، یعنی ترشح پروتئین وابسته به tat، نوترکیب DNA و فرآیندهای ترمیم، همگی برای بقای سیتروباکتر فروندی در سیستم گردش خون ضروری هستند. این یافته‌ها به نیاز شناسایی منبع اصلی کربن میزبان یا توانایی سیتروباکتر فروندی برای تنظیم از دست دادن مسیرهای مصرف کربن فردی در محیط میزبان اشاره می‌کند. جهش tatC سیتروباکتر فروندی حدود نیمی از کاهش تحرک شنا را در مقایسه با سویه نوع وحشی نشان داد و تحرک شنا به‌طور کامل توسط مکمل ژن ترانس بازسازی شد. این نتایج کمبودهای تحرک را در غیاب عملکرد tatC برجسته می‌کند. با این حال، از آنجایی که شنا به ندرت در جهش یافته tatC مشاهده می‌شود، این امکان وجود دارد که عملکرد تاژک تا حدودی حفظ شود.

## ارتباط با سیستم گسترده‌تر
سیتروباکتر فروندی نیز معمولاً عضوی از میکروبیوم خاک است. این میکروب نقش مهمی در چرخه نیتروژن در محیط دارد. سیتروباکتر فروندی همچنین یک باکتری تثبیت کننده نیتروژن است، فرآیندی که در بافت‌های زنده درختان ساسافراس نشان داده شده‌است. این فرایند شواهدی را ارائه می‌دهد که نشان می‌دهد آنها تا حدی مسئول کاهش نیترات به نیتریت در محیط هستند.
سیتروباکتر فروندی همچنین می‌تواند در مجاری روده انسان و سایر حیوانات از منابع مختلف محیطی یافت شود. سیتروباکتر فروندی یک جزء مشترک از میکروبیوم روده انسان‌های سالم است. در حالی که بیشتر سویه‌ها مفید هستند، تنوع فنوتیپی قابل توجهی در بین سویه‌ها وجود دارد، حتی آنهایی که بیش از ۹۹ درصد ژنوم خود را به اشتراک می‌گذارند. سیتروباکتر فروندی تعامل با افراد سالم به‌طور معمول به عنوان غیر بیماری‌زا در نظر گرفته می‌شود. با این حال، یک بار در جریان خون، سیتروباکتر فروندی می‌تواند باعث عفونت تهدید کننده زندگی شود که می‌تواند به سپسیس تبدیل شود. در نتیجه، سیتروباکتر فروندی متعلق به گروه محدودی از گونه‌های باکتریایی گرم منفی است که اغلب در محیط‌های مراقبت‌های بهداشتی با آن‌ها مواجه می‌شوند و می‌توانند باعث ایجاد انواع بیماری‌ها در افراد مبتلا به انواع اختلالات زمینه‌ای شوند.
به نظر می‌رسد سمیت سیتروباکتر فروندی نادر است و تأثیر اصلی آن بر سلامت انسان به عنوان یک پاتوژن فرصت طلب است. به این ترتیب، سیتروباکتر فروندی باعث طیف گسترده‌ای از بیماری‌ها، از جمله عفونت‌های سیستم ادراری، دستگاه تنفسی، زخم‌ها، گردش خون و سایر نقاط در بیماران دچار نقص ایمنی می‌شود. طبق گزارش مراکز مراقبت‌های بهداشتی آمریکای شمالی، جنس سیتروباکتر مسئول ۳ تا ۶ درصد عفونت‌های انتروباکتریاسه است و یکی از شایع‌ترین گونه‌های مرتبط با عفونت انسانی است.
ژن‌های بیماری‌زا که مشابه یا همولوگ با آنهایی هستند که در پاتوتیپ‌های E. coli و همچنین در سالمونلا شناسایی شده‌اند، در سیتروباکتر فروندی نیز شناسایی شده‌اند. تغییرات فنوتیپی که از سویه والدینی سیتروباکتر فروندی غیر معمول برگشت‌پذیر هستند، در نتیجه یک محیط نوسانی شناسایی شده‌اند. یک توضیح احتمالی برای این فرضیه است که فرزندان یک سویه باکتریایی با درجات مختلفی از تغییرات فنوتیپی تولید خواهند شد تا میزان بقا در شرایط چالش‌برانگیز افزایش یابد. مشخص شده‌است که در جمعیت‌های باکتریایی طبیعی، تغییرات ژنومی می‌تواند اتفاق بیفتد و اتفاق می‌افتد، اما بسیاری از این تغییرات مضر می‌شوند و باعث می‌شوند که بقا تنها در بخش‌های کوچکی از جمعیت تحت شرایط فشار انتخاب طبیعی رخ دهد.